# لوجانفيل
لوجانفيل (بالإنجليزية: Loganville, Georgia)‏ هي مدينة تقع في مقاطعة والتون، جورجيا, مقاطعة غوينيت، جورجيا بولاية جورجيا في الولايات المتحدة. تبلغ مساحة هذه المدينة 15.6 (كم²)، وترتفع عن سطح البحر 305 م، بلغ عدد سكانها 10458 نسمة في عام 2010 حسب إحصاء مكتب تعداد الولايات المتحدة.

## أعلام
- جيمي هيث
- دانييل ميلر
- لورينزو واشنطن
- بوبي بيرد

## وصلات خارجية
- Cities & Counties - Georgia.gov